# Helena Christensen

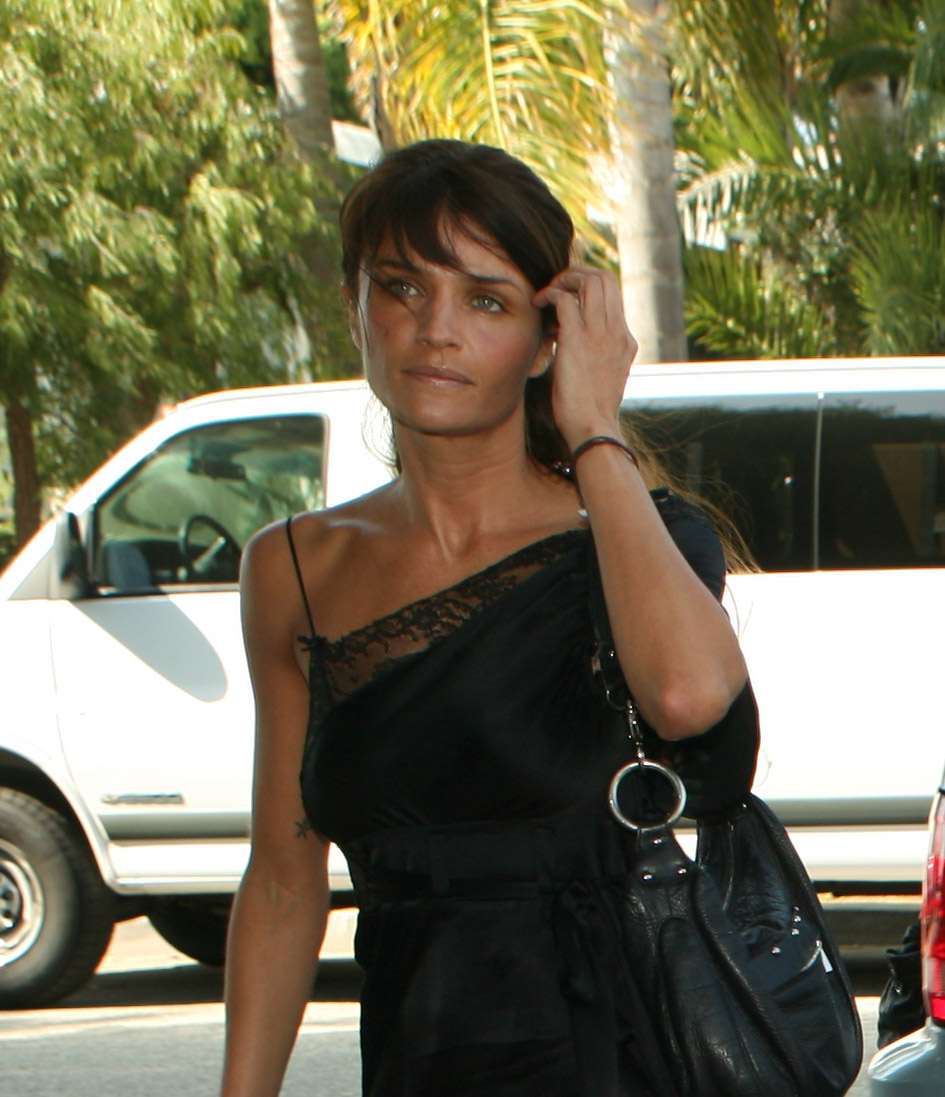
Christensen, Helena

Helena Christensen (ur. 25 grudnia 1968 w Kopenhadze) – duńska modelka i aktorka.

## Życiorys
Córka duńskiego typografa i Peruwianki, ma młodszą siostrę Anitę (ur. 1972). Jako dziecko interesowała się muzyką. W wieku dziewięciu lat rozpoczęła pracę jako modelka. W 1986 roku zdobyła tytuł Miss Danii. Zwycięstwo w tych wyborach stało się dla niej przepustką do świata mody. Wyjechała do Paryża i w 1989 roku rozpoczęła światową karierę modelki. Współpracowała z najlepszymi na świecie projektantami i domami mody, jak: Gianni Versace, Chanel, Valentino, Christian Dior, Giorgio Armani, Karl Lagerfeld, Givenchy, Donna Karan, Vivienne Westwood, John Galliano, Chloé, Dirk Bikkembergs, Dolce & Gabbana, Dries van Noten, Ghost, Helmut Lang, Jean-Paul Gaultier i Thierry Mugler. W 1991 roku wystąpiła w teledysku Chrisa Isaaka Wicked Game. Pojawiła się w komedii telewizyjnej Inferno (1992), filmie Roberta Altmana Prêt-à-Porter (1994), dokumentalnym Catwalk (1996) i dramacie Allegro (2005).

### Życie prywatne
Spotykała się z Adamem Claytonem, Billym Corganem (wokalistą Smashing Pumpkins), Michaelem Hutchence (1990–95), Chrisem Isaakiem, Peterem Makebishem (1998), Leonardo DiCaprio i aktorem Normanem Reedusem, z którym ma syna Mingusa Luciena Reedusa (ur. 22 października 1999).